# 안내보은로
안내보은로(Annaeboeun-ro)는 충청북도 옥천군 안내면 현리교차로에서 보은군 수한면 후평사거리까지 연결하는 도로이다.

## 주요 경유지
충청북도
- 옥천군 (안내면) - 보은군 (수한면)

## 노선
| 이름        | 접속 노선                           | 소재지 | 소재지 | 비고 |
| ----------- | ----------------------------------- | ------ | ------ | ---- |
| 현리 교차로 | 국도 제37호선 (대청로) (안내수한로) | 옥천군 | 안내면 |      |
| 정방 사거리 | 현리길                              | 옥천군 | 안내면 |      |
| 동대교      |                                     | 옥천군 | 안내면 |      |
| 거현 사거리 | 거현송죽로                          | 보은군 | 수한면 |      |
| 묘서교      |                                     | 보은군 | 수한면 |      |
| 소계 삼거리 | 장선소계로                          | 보은군 | 수한면 |      |
| 수한교      |                                     | 보은군 | 수한면 |      |
| 후평사거리  | 국도 제26호선 (보청대로)            | 보은군 | 수한면 |      |

## 주요 건물 및 시설
- 안내파출소 (안내보은로 114/정방리 344-2)
- 동대보건진료소 (안내보은로 226/동대리 431)
- SK에너지 동진주유소 (안내보은로 525/거현리 550-6)
- 수한치안센터 (안내보은로 896/묘서리 188-2)
- 수한초등학교 (안내보은로 1022/소계리 17-2)
- S-OIL 우일주유소 (안내보은로 1148/발산리 224)